# Demonstrationerne i Hongkong i 2014
Demonstrationerne i Hongkong i 2014 også kaldet Paraplybevægelsen og Paraplyrevolutionen er en række demonstrationer i flere centrale dele af Hongkong rettet mod den kinesiske regering i Beijings forsøg på at ændre valgloven for Hongkong. Ændringen vil medføre at borgerne i Hongkong kun kan vælge mellem kandidater til positionen som regeringschef i Hongkong, når kandidaterne i forvejen er blevet godkendt af regeringen i Beijing.

## Baggrund
Regeringen i Beijing forpligtede sig i en traktat med Storbritannien i 1984 til at lade Hongkong beholde sine demokratiske institutioner efter at territoriet i 1997 blev overdraget til Kina. Princippet blev kaldt Et land - to systemer.
Regeringen i Beijing har dog siden 1997 - i modstrid med dette princip - indført en række love, der medfører omfattende indskrænkninger i grundlaget for de demokratiske instituioner i territoriet.
Der har været demonstrationer i det centrale Hongkong siden 2013, hvor en gruppe ved navn Occupy Central demonstrerede og opfordrede til civil ulydighed.
Nyheden om ændringen af valgloven medførte omfattende demonstrationer i hele det centrale Hong Kong, og repræsentanter for studentersammenslutning i Hongkong krævede på bevægelsens vegne regeringschefen i Hongkong C.Y. Leungs afgang.